# Родиславский, Владимир Иванович
Владимир Иванович Родиславский (1828—1885) — русский театральный деятель, драматург, переводчик, историк театра.

## Биография
Родился 28 февраля (11 марта) 1828 года в Москве; сын дворянина Костромской губернии.
Образование получил в Московском дворянском институте. Окончил юридический факультет Императорского Московского университета в 1848 году со степенью кандидата. В 1845 году вместе с тремя институтскими товарищами он перевёл с немецкого «Руководство к математической географии, сочинение Дистервега», изданное в Москве с 41 литографированным рисунком.
В студенческие годы он близко познакомился с семейством артистки Прасковьи Орловой, у которой часто собирались любители театрального искусства; обращение в таком обществе много способствовало развитию у Родиславского любви к театру; находясь ещё в университете, он перевёл пьесу «День из жизни художника», которая была поставлена на Московской сцене в декабре 1847 года.
В декабре 1849 года он поступил на службу в канцелярию Московского гражданского губернатора и был редактором неофициальной части «Московских губернских ведомостей», в которых помещал многие свои статьи. Многолетние хлопоты о поступлении на службу при театре увенчались только в августе 1859 года, когда он поступил небольшим чиновником в Контору московских театров — по репертуарной части. В театральном ведомстве он прослужил до 1866 года, когда вышел в отставку.
В 1867 году он поступил на должность управляющего канцелярии Московского генерал-губернатора князя В. А. Долгорукова; здесь он дослужился до чина действительного статского советника (30.08.1876) и по болезни в 1883 году окончательно вышел в отставку. Был награждён орденами: Св. Анны 3-й ст. (1866), Св. Владимира 3-й ст. (1873), Св. Станислава 1-й ст. (1878), а также персидским орденом Льва и Солнца 1-й ст.
Родиславский был одним из организаторов и участником т. н. Марковского кружка любителей драматического искусства, послужившего ядром «Артистического кружка». Вместе с А. Н. Островским он участвовал в организации и был первым секретарём Общества русских драматических писателей и оперных композиторов — до 1884 года, когда по болезни был вынужден перейти в члены Наблюдательного комитета, причём, ценя его труды, Общество назначило ему пожизненную пенсию в 1500 рублей в год. В 1875 году на 1-м съезде русских юристов Родиславский выступил с докладом «О необходимости определить в нашем законодательстве гражданскую ответственность за самовольное представление драматического произведения».
С 10 марта 1871 года он был действительным членом Общества любителей российской словесности.
Умер в Москве 20 июня (2 июля) 1885 года. Похоронен на кладбище Донского монастыря.

## Литературная деятельность
Свою литературную деятельность В. И. Родиславский начал в 1849 году — «Стрельцы» (Москвитянин. — 1850. — № 1. — С. 15—40). Он является автором ряда пьес, ставившихся в театрах Москвы, Петербурга и в провинции под названиями «Как поживёшь, так и прослывёшь», «Маргарита Готье», «Разбитая жизнь», «Расставанье» (1854, Малый театр), «Иван-Царевич» (1876, московский Общедоступный театр) и др. Им написан целый ряд статей по театру, критические заметки об актёрах и пьесах.
Родиславский перевёл в 1873 году «Даму с камелиями» Александра Дюма (сына).